# Нова-Иорки (Мараньян)

Нова-Иорки на карте штата.

Нова-Иорки (порт. Nova Iorque) — муниципалитет в Бразилии, входит в штат Мараньян. Составная часть мезорегиона Восток штата Мараньян. Входит в экономико-статистический микрорегион Шападас-ду-Алту-Итапекуру. Население составляет 4590 человек на 2010 год. Занимает площадь 976,872 км². Плотность населения — 4,70 чел./км².

## Демография
Согласно сведениям, собранным в ходе переписи 2010 г. Национальным институтом географии и статистики (IBGE), население муниципалитета составляет:
| Полное население                               | Полное население                               | Полное население                               | Полное население                               | 4590  |
| ---------------------------------------------- | ---------------------------------------------- | ---------------------------------------------- | ---------------------------------------------- | ----- |
| в том числе:                                   | Городское население                            | 2876                                           | Процент городского населения, %                | 62,66 |
|                                                | Сельское население                             | 1714                                           | Процент сельского населения, %                 | 37,34 |
|                                                | Мужское население                              | 2331                                           | Процент мужского населения, %                  | 50,78 |
|                                                | Женское население                              | 2259                                           | Процент женского населения, %                  | 49,22 |
| Плотность населения, чел/км²                   | Плотность населения, чел/км²                   | Плотность населения, чел/км²                   | Плотность населения, чел/км²                   | 4,70  |
| Население муниципалитета в % к населению штата | Население муниципалитета в % к населению штата | Население муниципалитета в % к населению штата | Население муниципалитета в % к населению штата | 0,07  |

По данным оценки 2016 года, население муниципалитета составляет 4592 жителя.

## Статистика
- Валовой внутренний продукт на 2003 год составляет 5 821 880,00 реалов (данные: Бразильский институт географии и статистики).
- Валовой внутренний продукт на душу населения на 2003 год составляет 1327,08 реалов (данные: Бразильский институт географии и статистики).
- Индекс развития человеческого потенциала на 2000 год составляет 0,574 (данные: Программа развития ООН).